# Академија умјетности Универзитета у Бањој Луци
Академија умјетности Универзитета у Бањој Луци је основана 1998. године. Потреба за оваквом једном високошколском установом је била вишедеценијска и суштинска. Велика концентрација заинтересованих младих људи за умјетничке категорије, као и огроман недостатак школованих глумаца, сликара и музичара, су били довољан повод једном броју професора-умјетника, да реализују постављени циљ: основати Академију умјетности. Користећи искуства и моделе Академије уметности Универзитета у Новом Саду и Факултета драмских уметности из Београда, настала је Академија, коју су чинили првобитно одсјеци, а данас три студијска програма – драмских умјетности, музичке умјетности и ликовних умјетности.
Просторни, кадровски и финансијски проблеми који су обиљежили прве године рада и постојања, нису били препрека да се врло брзо дође до изузетних резултата, како у домаћим тако и у европским оквирима. Уз огроман напор и изузетне способности руководећих људи Академије, дошло се до адекватног простора за извођење наставе, врхунских кадрова из кључних умјетничких области и редовног финансирања, са посебним акцентом на улагање у младе кадрове који своју будућност виде на Академији.
У протеклим годинама постојања остварени су резултати којима би се поносила и институција са далеко дужим стажом. Учешће студената у умјетничком, културном и јавном животу Бање Луке и Републике Српске је суштинско и из основа је промјенило општу културолошку климу. Носиоци репертоара позоришних кућа су студенти Академије или пак они који су већ дипломирали, зидове галерија и музеја красе слике академских ликовних стваралаца, а музички живот је у потпуности креиран од стране изузетних музичара. Свако учешће студената на неком од Фестивала у окружењу и Европи овјенчан је наградама.
Објекти који задовољавају умјетничке потребе на укупној површини од готово 5.000 m².

## Студијски програми
Настава се одвија у оквиру три студијска програма на Првом и Другом циклусу студија:
- Студијски програм Ликовне умјетности, са смјеровима: Сликарство и интермедијална умјетност, Графика и Графички дизајн.
- Студијски програм Музичка умјетност, са смјеровима: Композиција, Дириговање, Етномузикологија, Музичка теорија и педагогија, Соло пјевање, Инструменти са диркама, Трзалачки инструменти, Дувачки инструменти, Гудачки инструменти и Камерна музика.
- Студијски програм Драмске умјетности, са смјеровима: Глума, Позоришна режија, Драматургија, Продукција и Филм и телевизија.